# Allococalodes alticeps
Allococalodes alticeps är en spindelart som beskrevs av Fred R. Wanless 1982. Allococalodes alticeps ingår i släktet Allococalodes och familjen hoppspindlar. Inga underarter finns listade i Catalogue of Life.